# Wolf's Rain
Wolf's Rain (japanska:  ウルフズレイン, Urufuzu rein?) är en anime-serie från 2003, efter manus av Keiko Nobumoto. Animen regisserades av Tensai Okamura, med animationen producerad på studion Bones samt musik av Yōko Kanno. Historien kretsar kring fyra ensamma vargar och hur de följer vittringen efter "månblomman" Cheza och samtidigt söker efter paradiset.
Animen följdes 2003–2004 av en manga. Denna skrevs av Keiko Nobumoto och tecknades av Toshitsugu Iida.

## Handling
Wolf's Rain är berättelsen om hur den ensamma vita vargen Kiba söker efter den mytomspunna blomsterflickan Cheza – ett biologiskt experiment, en människa skapad från en blomma. Hon ska leda de sista vargarna till det paradis som väntar på dem efter världens undergång. Men några, som Kiba, lever bland människor genom att dölja sin vargkropp, och ger därför illusionen av att vara en människa. Städerna i denna dystra framtid som Wolf's Rain utspelas i är små och slumbetonade. Kiba möter även tre andra vargar, som också de söker efter Cheza – Tsume, Hige och Toboe. Tsume är, efter Kiba, näst bäst på att slåss, medan Hige har den största aptiten av alla och dessutom det bästa luktsinnet. Toboe är den yngsta av vargarna och ses som en valp, men han har bäst hörsel av dem. Tsume tar hand om Toboe och så småningom blir de två nära vänner. Kiba och Tsume slåss mycket till en början, men blir sedan något av vänner. Vargarna råkar ut för mycket äventyr och strider under sin resa. Den mystiske Darcia är också på sin jakt efter Cheza.

## Svensk utgivning
Mangan har på svenska publicerats i Manga Mania och getts ut självständigt i pocketform av Bonnier Carlsen.

## Musik
Musiken till TV-serien, skriven av Yōko Kanno, har i Japan getts ut som två soundtrack-album. Musiken är ofta orkestral och stråkbaserad. Detta inkluderar "Shiro" ('Vit') med sin svepande dramatiska upptakt, en variant av den italienska "La Mantovana". Andra kända melodier som sannolikt (direkt eller indirekt) lånat grundtemat från denna italienska 1500-talsmelodi är "Ack Värmeland, du sköna", "Vltava" (av Bedřich Smetana) och "Hatikvah" (Israels nationalsång).

## Källhänvisningar
1. ↑  Agnerian, Maral (2003-03-12): "Wolf's Rain — Review". Anime News Network. Läst 11 april 2013. (engelska)
2. ↑  Harrison, Dick (29 maj 2011). ”Smetana och Göteborg”. Svenska Dagbladet. http://blog.svd.se/historia/2011/05/29/smetana-och-goteborg/. Läst 26 februari 2015.